# لون لیک (نیویورک)
لون لیک (به انگلیسی: Loon Lake) یک منطقهٔ مسکونی در ایالات متحده آمریکا است که در شهرستان فرانکلین، نیویورک واقع شده‌است. لون لیک ۵۴۸٫۶۴ متر بالاتر از سطح دریا واقع شده‌است.